# 軽米町立晴山小学校
軽米町立晴山小学校（かるまいちょうりつ はれやましょうがっこう）は、岩手県九戸郡軽米町大字晴山に所在する公立小学校。

## 概要
- 校舎には太陽光発電システムが設置されている。[要出典]

## 沿革
- 2010年4月 - 軽米町立観音林小学校・軽米町立晴高小学校・軽米町立山内小学校の統合により開校[1][2]。

## 校歌
- 題名 - 明日に向かって羽ばたこう[1]
- 作詞 - 吉住俊子（元観音林小学校長）[1]
- 作曲 - あんべ光俊

## 交通
- JRバス東北軽米線「観音林」より約400m
- 軽米町民バス「晴山小」より

## 被統合校の概要
- 軽米町立観音林小学校

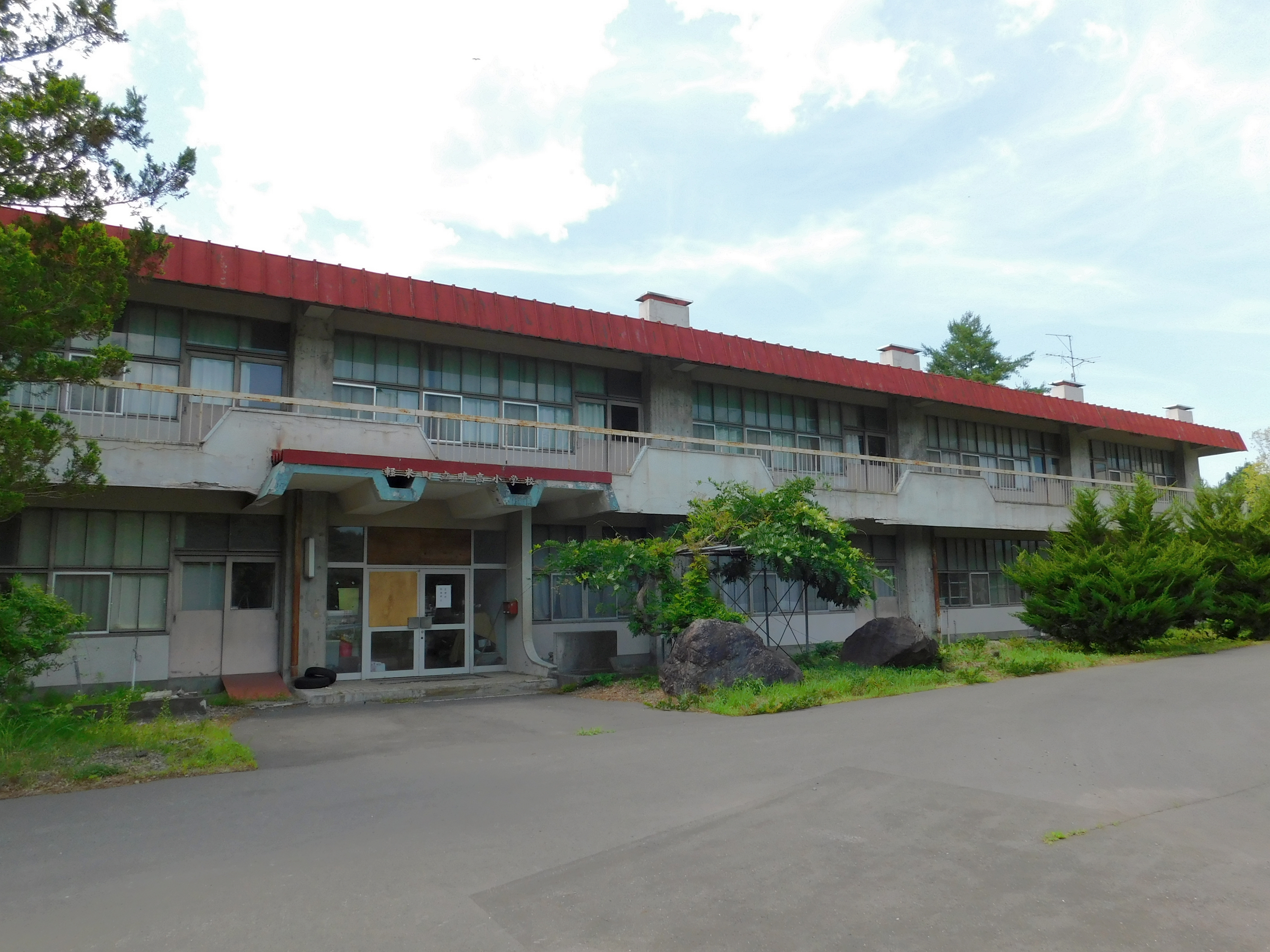
旧晴高小学校校舎。閉校後の2025年撮影。

- 軽米町立晴高小学校（せいこうしょうがっこう）

1970年、軽米町立晴山小学校（本項で記述する学校とは別）と同町立高家（こうけ）小学校が統合して開校。校名は、2校から漢字1字ずつを取っている。なお、現在の晴山小の所在地は旧晴高小学校の学区域ではなく、旧観音林小学校の学区域にある。
- 軽米町立山内小学校